# Conrad Schumann

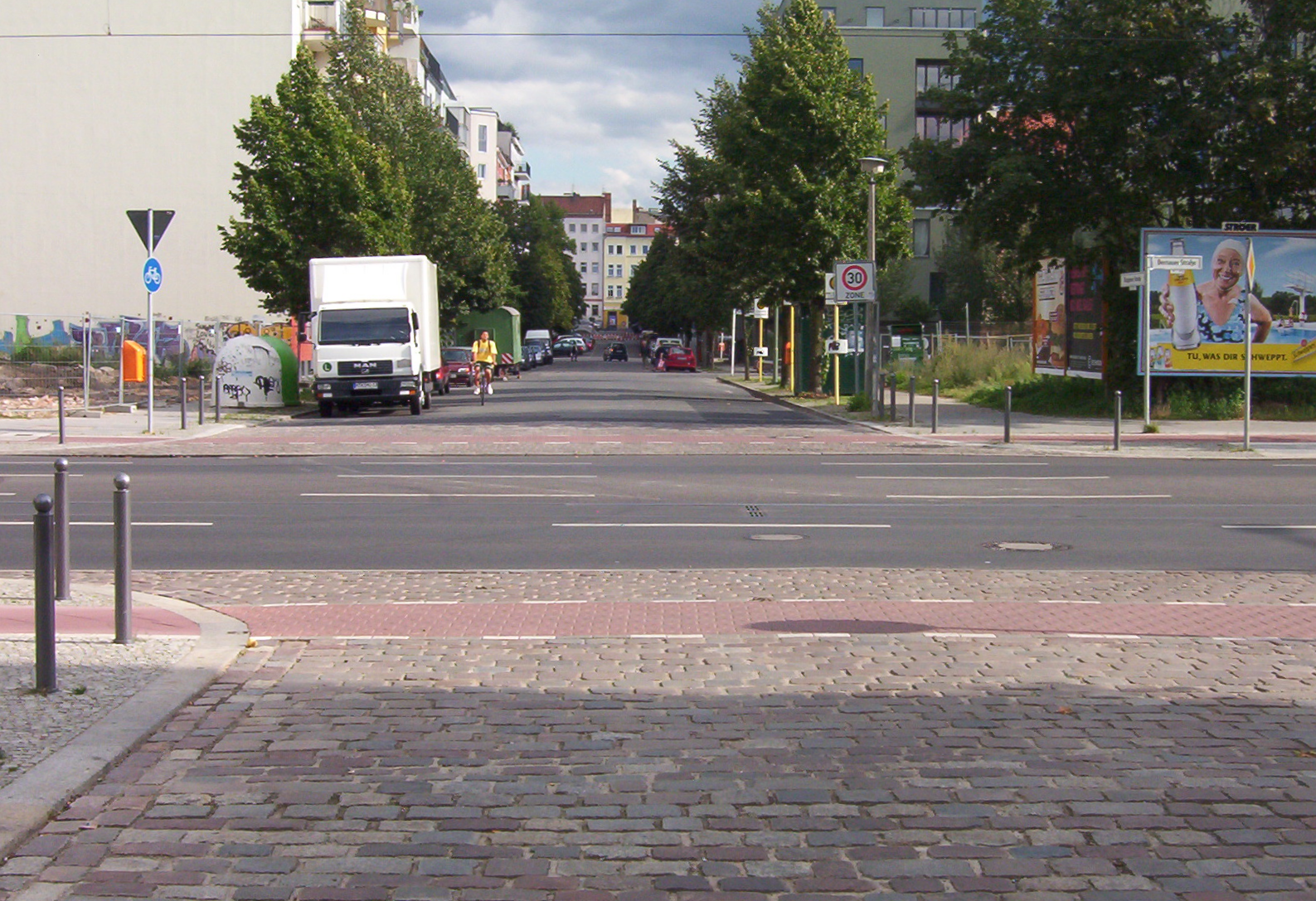
To samé místo v roce 2007

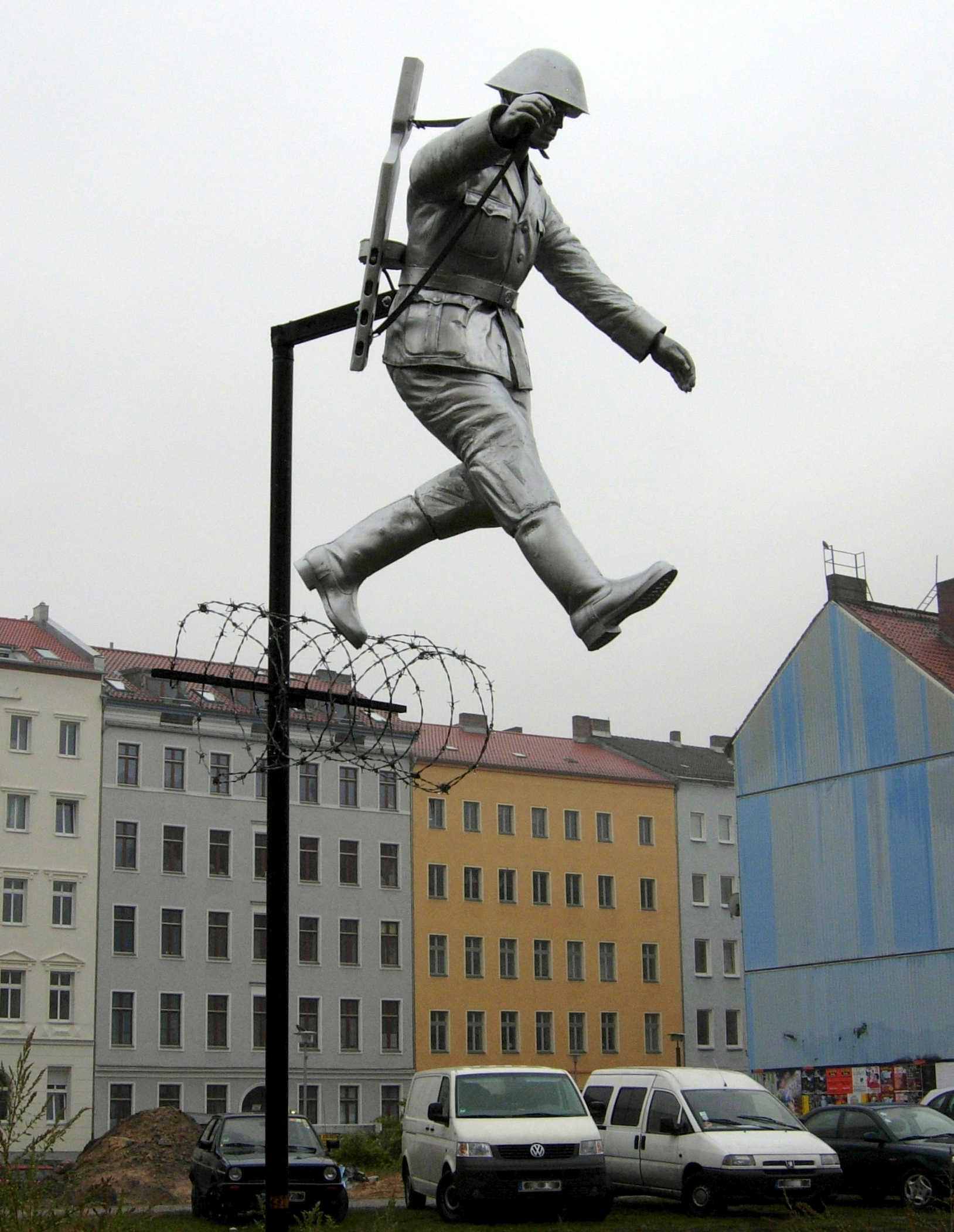
Pomník události v Berlíně

Hans Konrad Schumann (28. března 1942, Zschochau – 20. června 1998, Kipfenberg) byl jeden z nejznámějších uprchlíků z východního Německa v dobách vzniku Berlínské zdi. Útěk byl zvěčněn na slavné fotografii od Petera Leibinga.

## Životopis
Konrad Schumann (jeho jméno je často chybně uváděno jako Conrad) sloužil v ozbrojených silách NDR, Bereitschaftspolizei (ekvivalent pohraniční stráže). Po třech měsících výcviku v Drážďanech byl poslán do poddůstojníckého kurzu do Postupimi, po kterém se jako desátník dobrovolně přihlásil se čtyřmi tisíci dalšími (převážně vojáky z malých měst a/nebo vesnic) na dobrovolnou službu ve východním Berlíně, kam dorazil se svou jednotkou několik dní před počátkem budování Berlínské zdi.
Dne 15. srpna 1961, dva dny po začátku budování prvních základů Berlínské zdi, měl Schumann strážní službu na rohu Bernauerstrasse a Ruppinerstrasse u nízké zábrany z ostnatého drátu, která byla postavena na hranici mezi východním a západním sektorem města, kudy později vedla zeď. Schumann stál u zdi domu se samopalem PPŠ-41 Špagin na rameni a kouřil cigaretu.
Na druhé straně plotu v západním sektoru Berlína se shromažďovaly skupiny mladých Berlíňanů, kteří začali Schumanna nabádat k útěku. Byla na něm vidět pochybnost a nerozhodnost, celou situaci navíc sledoval také začínající fotoreportér Peter Leibing. Od samého začátku měl dojem, že Schumann dezertuje. Volání ze západní strany sílilo a objevilo se tam navíc i policejní auto. Dav křičel Komm rüber! (Jdi!) A pak Konrad Schumann odhodil cigaretu a rozběhl se k bariéře. Jednou rukou držel zbraň, přeskočil dráty a ocitl se v Západním Berlíně. Poté nasedl do čekajícího policejního auta, které vysokou rychlostí odjelo. Peteru Leibingovi se podařilo pořídit jeho slavnou fotografii, zachycující přesný okamžik skoku přes ostnatý drát. Během několika hodin byla fotografie na obálce deníku Bild, následně obletěla svět a stala se ikonou studené války a jednou z nejznámějších fotografií 20. století.
Schumannovi bylo dovoleno opustit Západní Berlín, odkud se přestěhoval a usadil se v Bavorsku ve městě Ingolstadt. V Günzburgu se setkal se svou ženou Kunegundou a dalších 20 let pracoval v továrně Audi.
Po pádu Berlínské zdi Konrad Schumann vzpomínal: „Až od 9. listopadu jsem se cítil skutečně svobodný.“ Při vzpomínce na třenice se svými přáteli se nevrátil do rodného Saska, dokonce nesouhlasil s návštěvou svých bratrů a rodičů. Symbol odvahy na Západě – na Východě byl zobrazován jako zrádce a uprchlík, což mohlo ovlivnit, jak jej příbuzní a známí z východu vnímali. 20. června 1998 se z důvodu deprese oběsil ve městě Kipfenberg.